# Real Zaragoza 1990-1991
Questa voce raccoglie le informazioni riguardanti il Real Saragozza nelle competizioni ufficiali della stagione 1990-1991

## Rosa
| N. |                     | Ruolo | Calciatore                  |
| -- | ------------------- | ----- | --------------------------- |
| 1  | Spagna (bandiera)   | P     | Andoni Cedrún               |
| 2  | Spagna (bandiera)   | D     | Pablo Alfaro                |
| 3  | Spagna (bandiera)   | D     | Esteban Gutiérrez Fernández |
| 4  | Spagna (bandiera)   | D     | Xavier Aguado               |
| 5  | Spagna (bandiera)   | D     | Narcís Julià                |
| 6  | Spagna (bandiera)   | C     | Iñigo Lizarralde            |
| 7  | Romania (bandiera)  | C     | Dorin Mateuț                |
| 8  | Spagna (bandiera)   | C     | Pascual Sanz                |
| 9  | Uruguay (bandiera)  | C     | Gustavo Poyet               |
| 10 | Spagna (bandiera)   | A     | Miguel Pardeza              |
| 11 | Spagna (bandiera)   | A     | Francisco Higuera           |
| 12 | Paraguay (bandiera) | P     | José Luis Chilavert         |
| 13 | Spagna (bandiera)   | D     | Alberto Belsué              |
| 14 | Spagna (bandiera)   | D     | Isidro Villanova            |

| N. |                    | Ruolo | Calciatore               |
| -- | ------------------ | ----- | ------------------------ |
| 15 | Spagna (bandiera)  | D     | Jesús Glaría Yeclano     |
| 16 | Spagna (bandiera)  | A     | Manuel Peña              |
| 17 | Spagna (bandiera)  | P     | Mario García             |
| 18 | Spagna (bandiera)  | D     | Alfonso Fraile           |
| 19 | Spagna (bandiera)  | A     | Salva                    |
| 20 | Spagna (bandiera)  | A     | Salillas                 |
| 21 | Spagna (bandiera)  | C     | García Sanjuán           |
| 22 | Spagna (bandiera)  | C     | Víctor Muñoz             |
| 23 | Uruguay (bandiera) | C     | Edison Suárez            |
| 24 | Spagna (bandiera)  | C     | José Daniel Borao        |
| 25 | Spagna (bandiera)  | C     | Francisco Javier Cornago |
| 26 | Spagna (bandiera)  | D     | Jesús Tejero             |

## Statistiche
- Migliori vittorie:
- In casa: Real Zaragoza 4-0 Sporting Gijón
- In trasferta: Tenerife 0-2 Real Zaragoza

- Peggiori sconfitte:
- In casa: Real Zaragoza 1-3 Real Madrid
- In trasferta: Atlético Madrid 4-0 Real Zaragoza

### Marcatori
13 gol
- Miguel Pardeza

7 gol
- Dorin Mateuț
- Gustavo Poyet

5 gol
- Francisco Higuera

1 gol
- Pablo Alfaro
- Narcís Julià
- Pascual Sanz
- Alberto Belsué